# ASCC3
ASCC3‏ (Activating signal cointegrator 1 complex subunit 3) هوَ بروتين يُشَفر بواسطة جين ASCC3 في الإنسان.